# 東京23FC
東京23FC（とうきょうにじゅうさんエフシー、Tokyo23 Football Club）は、東京都江戸川区をホームタウンとして活動しているクラブチーム。Jリーグ加盟を目指すクラブの1つである。

## 概要
2020年現在、東京都を本拠地とするJリーグクラブはFC東京、東京ヴェルディ1969、FC町田ゼルビアの3クラブである。前2者は東京都全域をホームタウンとしつつも、メインスタジアム所在地（調布市の味の素（東京）スタジアム）や主たる活動区域（FC東京が調布市、三鷹市、府中市、東京Vが稲城市、立川市、多摩市）はいずれも多摩地域である。また、町田ゼルビアは名称の通りメインスタジアム所在地（町田市立陸上競技場）や活動区域は町田市である。このように、純粋に都心23特別区をホームタウンとするJクラブがないこともあり、東京23FCは、23特別区を代表する強豪サッカークラブを目指している。
クラブスローガンは「TOKYO PRIDE (都民の誇りとなれ)」。
関東サッカーリーグ昇格以降、ホームスタジアムは主に江戸川区陸上競技場や大井ふ頭中央海浜公園スポーツの森第二球技場を使用しているが、都外への開催やアウェーチームの本拠地でのホーム試合となることも多い。

## 歴史
2003年創設。当初は佐川急便東京SC退団選手の受け皿であったため、「佐川東京23SC」を名乗っていたが、佐川側から会社とは関係が無いとして改称を求められたため「東京23サッカークラブ」となった。
2005年に東京都社会人サッカーリーグ2部で優勝し、2006年に都リーグ1部に昇格した。1部では中位以下の順位が続き、苦戦を強いられていたが、2010年2月3日に運営会社「株式会社TOKYO23」を設立して体制を一新、代表に西村剛敏が、テクニカルアドバイザーに水沼貴史が就任。同年4月、「東京23フットボールクラブ」に改称した。この年は、T.F.S.C.との熾烈な優勝争いを繰り広げ、最終節の直接対決（右図）で勝利して東京都1部リーグを制するも、関東社会人サッカー大会でベスト8にとどまり、関東サッカーリーグ2部への昇格を逃した。
2011年
原野大輝が監督を退任し、後任としてFC刈谷元監督のアマラオが就任した。
JFL在籍経験のある選手を複数名補強すると、アマラオの指揮の下、無敗での東京都1部リーグ優勝を達成。また、関東地区代表として第47回全国社会人サッカー選手権大会に参加。全5試合を無失点という堅守で優勝し、第35回全国地域サッカーリーグ決勝大会の出場権を獲得したが、地域リーグ決勝大会では1次ラウンドで敗退。
関東社会人大会では準々決勝で浦安JSC）に敗れ、関東2部への昇格を逃した が、Y.S.C.C.横浜（関東1部）のJFL昇格に伴い、関東リーグへの昇格枠が1つ追加され、この枠を懸けて同大会準々決勝敗退の4クラブにより5位決定戦を開催。ホンダルミノッソ狭山FCとtonan前橋サテライトに勝利し、関東リーグ2部昇格 を決めた。

### 2012年 - （関東リーグ）
2012年
米山篤志が監督に就任。
東京都社会人サッカーチャンピオンシップで初優勝 し、第17回東京都サッカートーナメント及び第48回全国社会人サッカー選手権大会出場権を獲得。東京都サッカートーナメントではその年の全日本大学サッカー選手権大会優勝校専修大学を破るも、決勝戦で横河武蔵野FCにPK戦の末敗れ、初の天皇杯出場はならなかった。また、ディフェンディングチャンピオンとして望んだ全社であったが2回戦で福島ユナイテッドFCに敗退 し2年連続の地決出場は叶わなかった。
また、この年から所属リーグを関東サッカーリーグ2部としたが、12勝3分3敗の成績で優勝を収め、1年で関東リーグ1部へと昇格した。リーグ戦終了後行われたKSL市原カップではSC相模原を下し初優勝した。
2013年
米山体制2年目。
リーグ優勝とJFL昇格を目指し7名を獲得。
東京都社会人サッカーチャンピオンシップは準決勝でFC KOREAに破れ3位。第18回東京都サッカートーナメントでは社会人代表決定戦でFC町田ゼルビアを破るも日本体育大学に敗れて準決勝敗退。また第49回全国社会人サッカー選手権大会を目指した関東予選では決勝で茨城県代表のジョイフル本田つくばFCに敗れ全社出場を逃す。
リーグ戦では本年からホームスタジアムとして江戸川区陸上競技場を使えるようになるなど設備面は充実するも成績が伴わず最終順位4位。KSL市原カップは決勝で浦安SCに敗れて準優勝 に終わり、2010年に体制を一新したのち初めての無冠となった。
2014年
米山体制3年目。
この年から練習場所や時間を一新し、江戸川区臨海球技場サッカー・ラグビー場で早朝時間帯の練習とする。前所属がJFLやJ2の選手など18名入団（シーズン前に11名退団）。
東京都社会人サッカーチャンピオンシップ優勝。第19回東京都サッカートーナメントは社会人代表決定戦で横河武蔵野FCに敗退。第50回全国社会人サッカー選手権大会は関東予選の決勝で浦安SCを接戦の末勝利し、2年ぶりの出場を決めるも、初戦で高知UトラスターFCに敗れる。2年目となった関東リーグ1部は最終順位2位。リーグ戦終了後に米山篤志を解任 した。KSL市原カップは予選リーグを1位で通過するものの、決勝リーグの初戦でVONDS市原FCに敗れた。
2015年
羽中田昌が監督に就任。
新監督の指揮の下、東京カップで優勝。第20回東京都サッカートーナメントでは横河武蔵野FCを破り東京都社会人チーム代表となるも天皇杯出場はならず。関東リーグ1部での順位は4位。第51回全国社会人サッカー選手権大会ではベスト8まで進むも準々決勝でバンディオンセ加古川にPK戦の末に敗れ全国地域サッカーリーグ決勝大会に進むことができずJFL昇格はできなかった。KSL市原カップでは決勝でFC KOREAに敗れ、2回目の準優勝に終わった。
2016年
羽中田体制2年目。町田から齋藤翔太（期限付き）、元甲府、北九州の加部未蘭、東京武蔵野シティFC（旧横河武蔵野FC）から井関諒司、VONDS市原FCから東大樹ら14名の新戦力を迎え入れた（途中加入含む）。
関東リーグ1部で初優勝し、5年ぶりに地域CL（旧・地域リーグ決勝大会）出場権を獲得するも1次ラウンド敗退。
2017年
羽中田体制3年目。加部未蘭の引退や伊藤竜司の藤枝MYFC移籍など、計10名が退団・登録変更。新加入は板野圭竜（ファジアーノ岡山ネクストから）や一井賢人（Y.S.C.C.横浜から）ら6名のみ（途中加入含む）であった。また、前年は期限付き移籍だった齋藤翔太が完全移籍に移行した。
関東リーグ1部では勝ち切れない試合が多く、7勝6分5敗の4位フィニッシュ。全社はJAPANサッカーカレッジにPK戦の末6 - 7で敗れて2回戦で敗退、2年連続の地域CL出場は叶わなかった。
KSL市原カップでは決勝でヴェルフェたかはら那須に敗れ、3回目の準優勝に終わった。
2018年
3年間チームを率いた羽中田に代わり、土屋慶太が新たに監督に就任。選手面では、岡正道や土井秀徒ら13名が退団・登録変更した一方で、土屋征夫（甲府から）、亀島周（鳥取から）など15名を獲得した。
関東リーグ1部は6勝7分5敗の4位フィニッシュ。全社は関東予選決勝でエスペランサSCに敗れ、5年連続での出場はならなかった。
KSL市原カップではエリースFC東京に勝利し、2回目の優勝を果たした。
2019年
土屋慶太体制2年目。吉田正樹が現役を退き、東京U23の監督に就任、板野圭竜がノース・サンシャイン・イーグルスFC（NPLヴィクトリア3（オーストラリア4部相当）所属）に移籍するなど、16名が退団・引退。一方で、望月達也（琉球から）や東風淳（モルディブ1部・クラブ・バレンシアから）ら13名が加入、シーズン途中にも10名が加入・昇格・現役復帰した。
しかし、関東リーグ1部では開幕6戦で1勝1分4敗と大苦戦。6月4日に土屋慶太が監督を退任、後任に東京U23監督の吉田正樹を据えて 立て直しを図ったが、その後も5連敗を含む4勝2分6敗と成績は上向かず、最終節横浜猛蹴FC戦での勝利で8位でフィニッシュした。従来であれば関東リーグ1部残留が決まったが、JFLから流通経済大学ドラゴンズ龍ケ崎が関東リーグ1部に降格した為、関東リーグ2部2位の東邦チタニウムとの入替戦に回ることとなった。これに延長戦の末勝利し、関東リーグ1部残留を決めた。
2020年
前シーズン終了後、吉田正樹が監督を退任し強化部長及びアカデミーサブダイレクターに就任、後任には、前シーズン限りで現役を退いた土屋征夫が就任した。選手面では、一井賢人の引退や音泉翔眞のY.S.C.C.横浜への移籍など19名が退団・引退、4名が登録変更となった一方で、愛媛から神田夢実、讃岐から木島徹也ら8名を獲得、セカンドチームから4名を昇格させた。
リーグ戦は得点力不足に苦しみ、リーグ最少タイの6得点、2勝3分4敗の8位でフィニッシュした。
また、最終節ブリオベッカ浦安戦において、木島徹也が試合開始直後に相手FWに肘打ちを行ったことが問題視され、クラブは謝罪声明を発表した。その後に行われたクラブによる木島や他の選手からの聞き取り調査の結果、相手の会話に過剰反応したことが原因であることが判明し、クラブは10月9日付で木島との契約を解除した。
さらに、新型コロナウイルスの影響による減収により、資金繰りの悪化が表面化。クラブ存続を目標にクラウドファンディングを実施し、約550万円の支援金を得た。
2021年
土屋征夫が前年を以て監督を退任、後任には、前年までジョイフル本田つくばFCで監督を務めていた小松祐己が就任した。選手面では、青戸翔や神田夢実ら20名が退団・引退、2名が登録変更となった一方で、栃木シティFCから大石文弥と若杉好輝ら22名を獲得（途中加入含む）、セカンドチームから5名を昇格させた。
リーグ戦は3連勝でスタートするも、その後は6試合勝ちなしとなるなど失速、11勝3分8敗の5位でシーズンを終えた。
12月1日、Jリーグ百年構想クラブの申請書類を提出した。
2022年
2月28日、Jリーグ百年構想クラブに認定された。
小松体制2年目。平賀能捷や橋本恭輔ら16名が退団・引退となった一方で、東京武蔵野ユナイテッドFCから飯島秀教、栃木シティFCから黒石川瑛ら11名を獲得した（途中加入含む）。
リーグ戦は10勝2分6敗の3位でシーズンを終えた。KSL市原カップでは決勝で東京ユナイテッドFCに敗れ、4回目の準優勝に終わった。
2023年
小松体制3年目。渡邉敬人や亀田宗龍ら4名が引退、市川侑麻や八木大翔ら12名が退団となった一方で、いわきFCから松本健太郎、鈴鹿ポイントゲッターズから進藤誠司ら15名を獲得した。
リーグ戦は勝ちが先行しない状況が続き、最終的に5勝6分7敗の9位で終了した。本来ならば2部へ自動降格となる順位だったが、1部所属の栃木シティFCがJFLへ昇格したため降格枠が1つ減った事に伴い、辛うじて1部に残留した。
シーズン終了後、上記のリーグ戦結果について「他力での残留という結果を重く受け止め、来シーズンの準備を進める」と述べ、来シーズンへの決意を表明した。

## 戦績
| 年度 | 所属                | 順位    | 勝点 | 試合 | 勝 | 分 | 敗 | 得 | 失 | 差  | 監督              |
| 2003 | 東京都4部19ブロック | 優勝    | 27   | 9    | 9  | 0  | 0  | 61 | 2  | 59  | 田口貴寛          |
| 2004 | 東京都3部6ブロック  | 優勝    | 24   | 9    | 8  | 0  | 1  | 40 | 2  | 38  |                   |
| 2005 | 東京都2部2ブロック  | 優勝    | 28   | 12   | 9  | 1  | 2  | 46 | 14 | 32  |                   |
| 2006 | 東京都1部           | 9位     | 13   | 14   | 4  | 2  | 7  | 33 | 36 | -3  | 西村学            |
| 2007 | 東京都1部           | 10位    | 14   | 14   | 4  | 2  | 8  | 23 | 40 | -17 | 田口貴寛          |
| 2008 | 東京都1部           | 11位    | 10   | 13   | 3  | 1  | 9  | 24 | 41 | -17 | 田口貴寛          |
| 2009 | 東京都1部           | 7位     | 17   | 13   | 5  | 2  | 6  | 23 | 24 | -1  | 原野大輝          |
| 2010 | 東京都1部           | 優勝    | 36   | 13   | 12 | 0  | 1  | 51 | 16 | 35  | 原野大輝          |
| 2011 | 東京都1部           | 優勝    | 40   | 14   | 13 | 1  | 0  | 58 | 6  | 52  | アマラオ          |
| 2012 | 関東2部             | 優勝    | 39   | 18   | 12 | 3  | 3  | 48 | 22 | 26  | 米山篤志          |
| 2013 | 関東1部             | 4位     | 29   | 18   | 9  | 2  | 7  | 50 | 32 | 18  | 米山篤志          |
| 2014 | 関東1部             | 2位     | 36   | 18   | 10 | 6  | 2  | 36 | 17 | 19  | 米山篤志          |
| 2015 | 関東1部             | 4位     | 32   | 18   | 9  | 5  | 4  | 40 | 20 | 20  | 羽中田昌          |
| 2016 | 関東1部             | 優勝    | 44   | 18   | 14 | 2  | 2  | 36 | 18 | 18  | 羽中田昌          |
| 2017 | 関東1部             | 4位     | 27   | 18   | 7  | 6  | 5  | 28 | 21 | 7   | 羽中田昌          |
| 2018 | 関東1部             | 4位     | 25   | 18   | 6  | 7  | 5  | 23 | 21 | 2   | 土屋慶太          |
| 2019 | 関東1部             | 8位     | 18   | 18   | 5  | 3  | 10 | 20 | 33 | -13 | 土屋慶太 吉田正樹 |
| 2020 | 関東1部             | 8位     | 9    | 9    | 2  | 3  | 4  | 6  | 14 | -8  | 土屋征夫          |
| 2021 | 関東1部             | 5位     | 36   | 22   | 11 | 3  | 8  | 36 | 25 | 11  | 小松祐己          |
| 2022 | 関東1部             | 3位     | 32   | 18   | 10 | 2  | 6  | 30 | 23 | 7   | 小松祐己          |
| 2023 | 関東1部             | 9位     | 21   | 22   | 5  | 6  | 7  | 30 | 36 | -6  | 小松祐己          |
| 2024 | 関東1部             | 2位     | 39   | 18   | 12 | 3  | 3  | 47 | 16 | 31  | 小松祐己          |
| 2025 | 関東1部             | 現在4位 | 0    | 18   | 0  | 0  | 0  | 0  | 0  | 0   | 小松祐己          |

## タイトル

### リーグ戦
- 東京都社会人サッカーリーグ4部 （2003年）
- 東京都社会人サッカーリーグ3部 （2004年）
- 東京都社会人サッカーリーグ2部 （2005年）
- 東京都社会人サッカーリーグ1部 （2010年、2011年）
- 関東サッカーリーグ2部 （2012年）
- 関東サッカーリーグ1部 （2016年）

### カップ戦
- 全国社会人サッカー選手権大会 （2011年）
- 東京都社会人サッカーチャンピオンシップ （2012年、2014年）
- KSL市原カップ （2012年、2018年）

## ユニフォーム

### クラブカラー
- 白、    赤

### ユニフォームスポンサー
| 掲出箇所   | スポンサー名                 | 表記                     | 掲出年           | 備考                                                                         |
| 胸         | 信濃運輸                     | 信濃運輸                 | 2023年 -         | 2022年は背中下部                                                             |
| 鎖骨       | 大和リビング                 | Daiwa Living             | 2024年 -         | 右側に提出 2023年はパンツ背面                                                |
| 鎖骨       | 財成                         | zaisei                   | 2023年 -         | 左側に提出 2021年 - 2022年はパンツ前面                                       |
| 背中上部   | 山秀商事                     | yAMAHIDE                 | 2019年 -         | 2017年 - 2018年は袖                                                          |
| 背中下部   | 東亜物流                     | TOA PORTER LINE          | 2024年 -         | 2023年は鎖骨右側                                                             |
| 袖         | 日本オフィスオートメーション | Nippon Office Automation | 2020年、2022年 - |                                                                              |
| パンツ前面 | 日本土地建物                 | Japan Land Building      | 2023年 -         | 2016年 - 2022年は胸 2017年は「Japan Land Building 株式会社日本土地建物」表記 |
| パンツ背面 | カリフォルニア工務店         | カリフォルニア工務店     | 2024年 -         | 2023年は背中下部                                                             |

### ユニフォームサプライヤーの遍歴
- 2010年：アディダス
- 2011年 - 2014年：プーマ
- 2015年 - 2017年：マイター
- 2018年 - 2020年：ボネーラ
- 2021年 - 現在：ジョガボーラ

### 歴代ユニフォームスポンサー表記
| 年度 | 箇所                                       | 箇所            | 箇所   | 箇所                                       | 箇所                 | 箇所                     | 箇所                | 箇所                 | サプライヤー |
| 年度 | 胸                                         | 鎖骨右          | 鎖骨左 | 背中上部                                   | 背中下部             | 袖                       | パンツ前面          | パンツ背面           | サプライヤー |
| 2010 | ΛNESYS                                     | -               | -      | mobile 法律On LINE                         | -                    | -                        | -                   | -                    | adidas       |
| 2011 | ΛNESYS                                     | -               | -      | -                                          | -                    | SeiRan Co.,Ltd.          | I&L SOFTWARE        | -                    | PUMA         |
| 2012 | ΛNESYS                                     | -               | -      | 明成建設                                   | -                    | SeiRan Co.,Ltd.          | I&L SOFTWARE        | -                    | PUMA         |
| 2013 | パンの缶詰 救缶鳥 Kyu-Can-Cho プロジェクト | -               | -      | 長谷川 Hasegawa hldgs. ホールディングス    | -                    | -                        | 明成建設            | -                    | PUMA         |
| 2014 | パンの缶詰 救缶鳥 Kyu-Can-Cho プロジェクト | -               | -      | 長谷川 Hasegawa hldgs. ホールディングス    | -                    | CosmosConsultingPartners | 明成建設            | -                    | PUMA         |
| 2015 | パンの缶詰 救缶鳥 Kyu-Can-Cho プロジェクト | -               | -      | 長谷川 Hasegawa hldgs. ホールディングス    | -                    | CosmosConsultingPartners | 明成建設            | -                    | mitre        |
| 2016 | Japan Land Building                        | -               | -      | パンの缶詰 救缶鳥 Kyu-Can-Cho プロジェクト | -                    | -                        | yAMAHIDE            | -                    | mitre        |
| 2017 | Japan Land Building 株式会社日本土地建物   | -               | -      | FUJIKO                                     | -                    | yAMAHIDE                 | W waraya            | -                    | mitre        |
| 2018 | Japan Land Building                        | -               | -      | FUJIKO                                     | waraya               | yAMAHIDE                 | MEISEI CLATEL       | -                    | bonera       |
| 2019 | Japan Land Building                        | -               | -      | yAMAHIDE                                   | waraya               | TACO BELL                | MEISEI CLATEL       | -                    | bonera       |
| 2020 | Japan Land Building                        | -               | -      | yAMAHIDE                                   | TACO BELL            | Nippon Office Automation | MEISEI CLATEL       | -                    | bonera       |
| 2021 | Japan Land Building                        | -               | -      | yAMAHIDE                                   | - / COPRO            | 東京ハイライン           | zaisei              | -                    | JOGARBOLA    |
| 2022 | Japan Land Building                        | -               | -      | yAMAHIDE                                   | 信濃運輸             | Nippon Office Automation | zaisei              | SPORTSCLUB NAS       | JOGARBOLA    |
| 2023 | 信濃運輸                                   | TOA PORTER LINE | zaisei | yAMAHIDE                                   | カリフォルニア工務店 | Nippon Office Automation | Japan Land Building | Daiwa Living         | JOGARBOLA    |
| 2024 | 信濃運輸                                   | Daiwa Living    | zaisei | yAMAHIDE                                   | TOA PORTER LINE      | Nippon Office Automation | Japan Land Building | カリフォルニア工務店 | JOGARBOLA    |

## 下部組織
- 東京23FC江戸川

セカンドチーム。2024年現在、東京都社会人サッカーリーグ所属。2012年に「東京23FCセカンド」として設立、2015年から2019年は「東京U23」の名称で活動していた。2020年より「東京23FC江戸川」に改称。
- 東京23TSR.FC

東京23FCと東京スポーツ・レクリエーション専門学校（TSR）が共同で2021年に設立。当初は「東京23江戸川カレッジ」という名称だったが、2022年に「東京23TSR.FC」へ改称した。TSRサッカー部の社会人部門として、2024年現在は東京都社会人サッカーリーグ3部に所属。
- 東京23FC U-18（2種）
- 東京23FC U-15（3種）